# Trachylepis tessellata
Trachylepis tessellata là một loài thằn lằn trong họ Scincidae. Loài này được Anderson mô tả khoa học đầu tiên năm 1895.